# رؤوف باباييف
رؤوف يوسف أوغلو باباييف (30 ديسمبر 1937، غيومري - 27 مارس 2020، باكو) مغني أذربيجاني وفنان الشعب لجمهورية أذربيجان 2006.

## حياته
ولد رؤوف باباييف في 30 ديسمبر 1937 في مدينة لينيناكان (غيومري الآن) التابعة لجمهورية أرمينيا الاشتراكية السوفيتية. درس في مدرسة ثانوية باكو رقم 8.
في عام 1956 تخرج من كلية باكو الموسيقية بإسم عاسف زينلي. ثم واصل تعليمه في أكاديمية باكو للموسيقى. بدأ محنته في سنواته الأولى كمغن في مسرح الدراما الروسي الحكومي أذربيجاني.
وكما عمل رؤوف باباييف في فيلهارموني أكاديمى لدولة أذربيجان.
في عام 1978 حصل على لقب الفنان المكرم لجمهورية أذربيجان الاشتراكية السوفيتية، وفي عام 2006 - فنان الشعب الأذربيجاني. وفي عام 2016 حصل على وسام شهرة.
توفي رؤوف باباييف في باكو في 27 مارس 2020.